# Thomas Selle
Pour les articles homonymes, voir Selle.
Thomas Selle (né le 23 mars 1599 à Zörbig, décédé le 2 juillet 1663 à Hambourg) est un compositeur baroque du XVIIe siècle.

## Biographie
Selle est né à Zörbig mais a reçu sa première instruction en 1622 à Leipzig, où il a été l'élève de Johann Schein,. C'est à cette époque qu'il a rencontré les œuvres du Thomaskantor Sethus Calvisius. Selle a été Kantor à Heide (Holstein) en 1624 et en 1625 dans les environs de Wesselburen. De 1634, il était cantor à Itzehoe et de 1641 directeur de la musique à l'école d'érudition Saint-Jean de Hambourg. En 1642 il a été fait chanoine mineur à St Mary. Alors à Hambourg, il a créé sa Passion d'après saint Jean l'évangéliste, qui a recueilli des critiques favorables. Il est mort à Hambourg après être resté 22 ans à son poste de directeur de la musique.

## Compositions
Thomas Selle a contribué à la tradition de la Passion en allemand, comprenant l'utilisation de passages intermédiaires, qui sont des motets à plusieurs chorales qui sont intercalés dans le texte de la Passion pour résumer et commenter le récit. Ce sont les premiers textes non-évangéliques qui ont été inclus dans le cadre de la tradition de la Passion. Selle, lui-même, a autorisé l'élimination de ces passages pour permettre à la Passion d'être accueillie dans les églises les plus conservatrices.
Sous le titre Opera omnia, il a laissé à la ville de Hambourg, avec tout son héritage musical en 16 volumes séparés et 3 volumes d'index, des copies de la plupart de ses œuvres sacrées. Celles-ci sont conservées à la Bibliothèque nationale et universitaire de Hambourg.
Selle a mis en musique de nombreuses poésies de Johann Rist sous forme de lieder accompagnés d'une basse continue. Pour les fêtes de l'année liturgique, il a écrit un nombre significatif de l'« historias » musicales (Évangiles mis en musique et présentés sous forme de chants avec répons), et des mises en musique du récit de la Passion dans l'Évangile de Jean. Il a écrit la mélodie de l'hymne "Auf, auf, ihr Christen alle" (CE 536) Württemberg.
Selle est important également pour l'histoire des débuts du lied allemand avec ses historias et intermedia dans l'histoire de la passion.

## Œuvres (liste partielle)
- Concertuum Latino-Sacrorum 2.4. et 5. Vocibus ad Bassum Continuum concinendorum Liber Primus. Handschriftlich. (umfasst 11 Werke)
- Concertuum Latino-Sacrorum  6.8.9.10.12.13. et 14. Vocibus ad Bassum Continuum concinendorum Liber Secundus. Handschriftlich. (umfasst 15 Werke)
- Concertuum Latino-Sacrorum de praecipuis Festis anniversariis 2.3.4.5.6.7.8.9.10.11.12.13.14.15.16. et 17. Vocibus ad Bassum Continuum concinendorum Liber Tertius. Handschriftlich. (umfasst 30 Werke)
- Concertuum Latino-Sacrorum 2.3.4.5.6.7.8. et 10. Vocibus ad Bassum Continuum concinendorum Liber Quartus. Handschriftlich. (umfasst 33 Werke)
- Erster Theil Teutscher Geistlicher Concerten, Madrigalien und Moteten, mit 3,4,5,6,7,8,9,10,11,12,14 und 16 Stimmen ... zu 1.2.3. und 4. Chören Handschriftlich. (umfasst 52 Werke)
- Ander Theil Teutscher Geistlicher Concerten, Madrigalien und Moteten, mit 1.2.3.4.5.6.7.8.9.10. und 12. Stimmen ... zu 1.2. und 3. Chören Handschriftlich. (umfasst 61 Werke)
- Dritter Theil Teutscher Geistlicher Concerten etc., darinnen viel Kirchen=Psalmen und Lieder enthalten, mit 1.2.3.4.5.6.7.8.9.10.11.12.13.14.15.18.19.20.21.22.23. Stimmen ... zu 1.2.3.4. und 5. Chören Handschriftlich. (umfasst 74 Werke)

- Concertuum binus vocibus ad bassum continuum concinendorum decas, 1634
- Concertuum trivocalium germanico sacrorum pentas, 1635
- Neue musicalische Festandachten (Rist), 1655
- Johannespassion:
  - sine intermediis, 1641
  - con intermediis, 1643
- Matthäuspassion, 1642

## Source de la traduction
- (en) Cet article est partiellement ou en totalité issu de l’article de Wikipédia en anglais intitulé « Thomas Selle » (voir la liste des auteurs).